# Kalibening (Kalibening)
Kalibening is een bestuurslaag in het regentschap Banjarnegara van de provincie Midden-Java, Indonesië. Kalibening telt 4498 inwoners (volkstelling 2010).